# Melignomon eisentrauti
Melignomon eisentrauti е вид птица от семейство Indicatoridae.

## Разпространение
Видът е разпространен в Гвинея, Камерун, Либерия и Сиера Леоне.